# Vierges de Verdun
Les Vierges de Verdun sont un groupe de femmes et jeunes filles qui furent guillotinées en 1792 pour avoir offert des dragées au roi de Prusse.

## Contexte
À la fin du XVIIIe siècle, Verdun est une ville calme et prospère vivant notamment du commerce des dragées. La population est heureuse d'être débarrassée de l'arbitraire de l'Ancien Régime mais réprouve les excès révolutionnaires parisiens, et aime le roi et l'Église.

## Événements
En 1792, la France se trouve en état de guerre contre l'Autriche et la Prusse ; en août, l'armée prussienne, commandée par le duc de Brunswick, assiège Verdun. Le 5 septembre, le conseil de la ville décide de se rendre.
Le duc de Brunswick se prépare à entrer dans la ville, à la façon de l'Ancien Régime. Pour marquer leur bonne volonté, les dames nobles de Verdun proposent d'envoyer au devant des Prussiens des femmes pour offrir des fleurs et des dragées. Un cortège se présente, mené par la baronne de la Lance, accompagné de dames âgées de 40 à 60 ans, ainsi que de quelques jeunes filles.
La bataille de Valmy décide du sort de la ville, qui est reprise par les Français en octobre.

## Procès
La victoire entraîne l'incarcération de quelques personnes accusées de trahison, et les femmes sont détenues dans l'ancien couvent de Saint-Maur, à Verdun, puis, à la suite du décret de février, transférées dans le couvent des Annonciades à Saint-Mihiel. Toutefois, l'enquête s'éternise, et ce n'est qu'en avril 1794 que le procureur Fouquier-Tinville reçoit les pièces de l'instruction d'un secrétaire nommé Madin. Il parvient à faire condamner à mort trente-cinq personnes, excepté les deux plus jeunes filles, condamnées à vingt ans de réclusion.

## Condamnés
- Anne, Louise-Henriette et Hélène Watrin, filles d'un ancien officier nommé Watrin (22, 23 et 25 ans)[3]
- Barbe, Gabrielle et Suzanne Henry, filles de l'ancien président de bailliage (17, 25 et 26 ans), ainsi que leur tante, dame La Lance de Mongaut
- une jeune fille de 17 ans, Claire-Louise Tabouillot, fille d'un magistrat, et sa mère, Françoise Herbillon
- Élisabeth Dauphin
- Angélique Lagirousière
- Thérèse Pierson
- Marguerite Croutte
- 5 officiers
- 4 gendarmes
- 5 ecclésiastiques
- 7 personnes de profession civile[4]

Seules Barbe Henry et Claire-Louise Tabouillot échappèrent à la mort. Les autres furent guillotinés le 23 avril 1794.